# Lightdryck
Med lightdryck avses oftast en dryck sötad med något annat ämne än socker, exempelvis sötningsmedlet aspartam. Då en lightdryck inte innehåller socker ger den inte heller något insulinsvar varför de ofta rekommenderas för diabetiker. Lightdrycker är vanliga bland bantare som vill reducera sitt kaloriintag. En lightdryck som är en läskedryck kan kallas lightläsk, men lightdrycker förekommer även som saft, cider, öl etc. 
Exempel på en lightdryck är Coca-Cola Light. Att ha med ordet light har blivit mindre förekommande på läsketiketter från större varumärken, eftersom de ofta vill marknadsföra dryckerna på sitt eget sätt, men i folkmun hänger "light" ändå med när det gäller drycker sötade med sötningsmedel. Således är till exempel Sprite Zero, Pepsi Max, Fanta Free och Coca-Cola Zero även de lightdrycker.
I exempelvis USA används inte benämningen light över huvud taget. Istället benämns lightdrycker (och andra lågkalorilivsmedel) diet, såsom Diet Coke, Diet Pepsi, Diet Root Beer, Diet Mountain Dew etc. Ordet "diet" är där mindre associerat till bantning utan framhäver också diabetesvänligheten, vilket benämningen light inte gör, varav diet-benämningen är mer etablerad i övriga världen.[källa behövs]
De sötningsmedel som förekommer varierar mellan produkter, men kan även variera mellan olika marknader. Vanliga sötningsmedel är aspartam (som användes när Diet Coke introducerades 1982), cyklamat, sackarin, sukralos eller acesulfamkalium (acesulfam-k). Blandningar av flera sötningsmedel är vanliga.
Fler och fler tillverkare lanserar lightdrycker och det finns för närvarande omkring 200 olika sorters lightläsk på svenska marknaden och än fler lightdrycker utan kolsyra.